# Зар, Моше
Моше Зар (ивр. משה זר‎; 27 января 1937, Иерусалим — 11 июля 2025) — израильский поселенец и осуждённый террорист. Будучи религиозным сионистом, он был членом террористической организации «Еврейское подполье» и был известен как лидер поселенцев на севере Западного берега реки Иордан. С 1979 года он скупал землю у отдельных палестинцев.
Зар был давним другом бывшего премьер-министра Израиля Ариэля Шарона со времён службы в подразделении 101. В 1956 году во время Синайской кампании он был ранен и в результате полученных ранений потерял левый глаз. В 1983 году на него напала группа палестинских террористов, но он выжил.
В 1984 году он был признан виновным в членстве в террористической организации «Еврейское подполье» в начале 1980-х годов и приговорён к трём годам тюремного заключения за участие в убийстве мэров населённых пунктов Палестины, но провёл в тюрьме всего несколько месяцев. Израильская газета «Гаарец» цитирует его жену Яэль, которая в то время сказала: «Подполье — это не сцена в жизни семьи Зар, а сцена в жизни нации».
После того, как один из его восьми детей, его сын Гилад, офицер безопасности регионального совета Шомрона, был убит из засады 29 мая 2001 года, он поклялся, что создаст шесть поселений в память о своём сыне, по одному на каждую букву еврейского имени. Поселенческий форпост Рамат-Гилад был создан в 2001 году, а форпост Хават-Гилад был создан в 2002 году и несколько раз демонтировался израильскими военными, что приводило к ожесточённым столкновениям между поселенцами и силами безопасности.